# 国道332号
国道332号（こくどう332ごう）は、沖縄県那覇市の那覇空港から明治橋に至る一般国道である。

## 概要
那覇市の那覇空港ターミナル前に位置する空港南口交差点から、同市の国道58号終点でもある明治橋を結ぶ、延長約3.9 kmの一般国道の路線で、いわゆる港国道の一つ。実延長3.0 kmの単独区間は、那覇空港から国道331号交点までで、路線の途中に位置する那覇市垣花町の垣花交差点から終点・明治橋までは、国道331号との重用区間である。
2006年（平成18年）から那覇空港の新ターミナルから延びる道路が国道の路線に追加指定された際に、2009年（平成21年）までの約3年間は旧ターミナルからの道路と併せて、地図上では起点が2箇所ある変則的で珍しい二股の国道路線であった。

### 路線データ
一般国道の路線を指定する政令に基づく起終点および重要な経過地は次のとおり。
- 起点：那覇空港（那覇市字安次嶺那崎原526番3、那覇空港の国内線ターミナル前）
- 終点：那覇市垣花町（那覇市垣花町8番7、明治橋南詰 = 国道58号交点、国道331号終点）
- 総延長 : 3.9 km（重用延長を含む。）[3][注釈 2]
- 重用延長 : 0.9 km[3][注釈 2]
- 未供用延長 : なし[3][注釈 2]
- 実延長 : 3.0 km[3][注釈 2]
  - 現道 : 3.0 km[3][注釈 2]
  - 旧道 : なし[3][注釈 2]
  - 新道 : なし[3][注釈 2]
- 指定区間：那覇市字安次嶺那崎原526番3 - 那覇市垣花町8番7（全線）[4]

## 歴史
- 1953年（昭和28年） - 軍道7号線として指定される（のちに那覇空港 - 那覇軍港入口が政府道となる）
- 1972年（昭和47年）5月15日 - 本土復帰と同時に軍道7号線のうち那覇軍港入口 - 垣花交差点、政府道7号線のうち那覇空港 - 那覇軍港入口が一般国道332号として指定（指定された区間は那覇空港 - 那覇市通堂町3丁目）。
- 1983年（昭和58年）
  - 4月1日 - 終点が那覇市垣花町となる。
  - 12月 - 奥武山公園前の国道331号から、糸満・那覇空港方面のみ（一方通行で途中で分岐）の山下立体高架橋が開通。
- 2006年（平成18年）4月 - 那覇空港旧国内線ターミナル前 - 現国内線ターミナル前の沖縄県道231号那覇空港線が国道に昇格され、本路線に編入される。そのため起点が事実上2か所存在することになった（法令上の起点は従来の旧国際線ターミナル跡前）[1]。
- 2009年（平成21年）
  - 5月27日 - 現国内線ターミナル前の起点を法令上の起点とする政令の改正が公布された。すなわち従来の起点である「那覇市字鏡水崎原307番」が、政令の改正後は「那覇市字安次嶺那崎原526番3」とされた。これにより起点が2つ存在する状態は解消された。なお、この政令（一般国道の指定区間を指定する政令[4]）の施行日は2009年6月1日である[5]。
  - 7月10日 - 旧国内線ターミナル前 - 空港入口交差点の国道332号旧道部分が、6時に通行止めにされ、廃道となる[6]。

## 路線状況

### 別名・愛称
- 那覇空港通り（単に空港通りと呼ぶ場合もある。ただし、沖縄市にも空港通りと呼ばれる路線あり）

### 重複区間
- 国道331号（垣花交差点 - 明治橋南詰）

### 路線バス
- 23番・具志川線（琉球バス交通）　那覇空港発着のみ
- 26番・宜野湾空港線（琉球バス交通）
- 83番・玉泉洞線（琉球バス交通）　那覇空港発着のみ
- 99番・天久新都心線（琉球バス交通）　那覇空港発着のみ
- 111番・高速バス（琉球バス交通・沖縄バス・那覇バス・東陽バス共同運行）
- 113番・具志川空港線（琉球バス交通）
- 117番・高速バス（琉球バス交通・沖縄バス・那覇バス共同運行）
- 120番・名護西空港線（琉球バス交通・沖縄バス共同運行）
- 123番・石川空港線（琉球バス交通）
- 125番・普天間空港線（那覇バス）
- 152番・イオンモール沖縄ライカム（高速）線（琉球バス交通）
- 190番・知花空港線（琉球バス交通）2022年10月17日運行開始[7]
- 888番・やんばる急行バス（やんばる急行バス）　那覇空港自動車道経由の急行便やてだこ浦西駅発着便を除く
- 空港リムジンバス全路線（沖縄バス）
- カヌチャシャトルバス（琉球バス交通）
- 沖縄エアポートシャトル（沖縄エアポートシャトル）　一部の便を除く
- 美ら海ライナー（カリー観光）

## 地理

### 通過する自治体
- 沖縄県
  - 那覇市

### 交差する道路
- 沖縄県道231号那覇空港線（起点・那覇空港国内線ターミナル敷地への入口）
- 沖縄西海岸道路那覇西道路那覇空港インターチェンジ（那覇市鏡水）
- 国道331号（那覇市垣花 - 終点）
- 沖縄県道7号奥武山米須線（那覇市山下町、国道331号と重複）
- 国道58号（終点）